# 具論会
具 論会（ク・ノヌェ、ク・ノンフェ、朝鮮語: 구논회/具論會、1960年2月20日 - 2006年11月5日）は、大韓民国の実業家、政治家、テレビ司会者。第17代韓国国会議員。本貫は綾城具氏。

## 経歴
忠清南道保寧市青蘿面出身。大田高等学校、忠南大学校経済学科卒。大田広域市バスケットボール協会長、株式会社大田アカデミー代表理事、青少年ジャーナル『パプ・マガジン』発行人、韓南大学校行政政策大学院客員教授、大田大学学院理事長、地方分権運動大田本部共同代表、国家均衡発展委員会諮問委員、社団法人韓国共同住宅文化研究所理事長、ケーブルテレビチャムTV『希望洞の人々』進行者、第17代国会教育委員会委員・運営委員会委員・行政自治委員会委員、ヨルリンウリ党院内副代表などを務めた。
1995年に胃がんの治療を受けたが、議員在職中の2006年2月に胸膜にがんが再発し、同年11月5日に死去した。享年46。